# 喬·麥克德里
喬·麥克德里（Joe McElderry，1991年6月16日—）是英國的一位歌手。他是2009年英國版X音素第6季的冠軍得主。他的首張單曲The Climb獲得英國和愛爾蘭單曲排行榜首位。2010年7月，他公開出櫃。